# Otto Rosenørn-Lehn
 Denne artikel omhandler Otto Rosenørn-Lehn (1821-1892). Opslagsordet har også en anden betydning, se Christian Carl Otto Rosenørn-Lehn.
Otto Ditlev lensbaron Rosenørn-Lehn (28. maj 1821 på Orebygård – 21. maj 1892 i København) var en dansk politiker og udenrigsminister. Han bestred posten som Danmarks udenrigsminister i to perioder; første gang under regeringerne Holstein-Holsteinborg og Fonnesbech (28. maj 1870 til 11. juli 1875) og igen under Ministeriet Estrup (fra den 11. oktober 1875 til 21. maj 1892). Som udenrigsminister i ca. 21½ år er han Danmarks længst fungerende udenrigsminister. 

## Uddannelse og godsejer
Hans forældre var oberst Henrik Christian lensbaron Rosenørn-Lehn og Christiane Henriette f. Barner, besidderinde af Baroniet Guldborgland. Rosenørn-Lehn sattes først i Vordingborg Skole, og derefter kom han til Sorø Akademi, hvorfra han dimitteredes 1841. Han valgte det juridiske studium, men afsluttede ikke dette med en embedseksamen. 1847 døde nemlig hans fader, og Rosenørn-Lehn forlod nu København for sammen med moderen at deltage i bestyrelsen af baroniet. Hans virksomhed som godsejer fik en betydelig udvidelse 1860, da moderen, der kort efter døde, arvede Baroniet Lehn. Rosenørn-Lehn stod nu som ejer af 2 baronier, hvortil kom godserne Røssjøholm i Skåne samt Kiding og Årup i Slesvig. Han tog sig med levende interesse af godsernes forvaltning og lagde i den retning indsigt, dygtighed, nøjagtighed og forstandig sparsommelighed for dagen. Han ønskede, at forholdet mellem godsejeren og bønderne helst skulle have en patriarkalsk karakter; han stillede sig derfor altid velvillig og hjælpsom over for sine bønder, og disse kunne frit og åbenhjertigt henvende sig til ham i deres økonomiske anliggender. På dette forhold kom den politiske bevægelse, hvori bondestanden efter 1848 blev revet ind, aldrig til at virke forstyrrende. Rosenørn-Lehn følte sig særlig knyttet til Lolland, hvis udvikling i økonomisk og social henseende han varmt interesserede sig for. Han var et virksomt medlem af Maribo Amts- og skoleråd; han sad i bestyrelsen for den Lolland-Falsterske jernbane; han deltog i oprettelsen af Maribo Amts Tvangsarbejds- og Daareanstalt ved Sakskøbing. På selve Baroniet Guldborgland skete der under hans forvaltning betydelige forbedringer. Herresædet Orebygård ombyggedes, det samme var tilfældet med flere forpagtergårde. Kirker underkastedes omfattende reparationer; store arealer inddæmmedes. I enhver retning viste Rosenørn-Lehn som godsejer omsigt, kløgt og reformsans.

## Kunstinteresse
Ved siden af sine godsinteresser havde Rosenørn-Lehn en udpræget sans for de bildende kunster. I den retning blev et ophold i Rom fra 1860-61 af stor betydning for ham. Han studerede den evige stads antikke mindesmærker og kunstsamlinger, og under omgangen med nordiske kunstnere her uddannede han sin smag. Han støttede fremadstræbende kunstnere materielt, og han færdedes gerne i yngre og ældre kunstneres kreds. Som en følge af hans almindelig anerkendte kunstsans var det naturligt, at Rosenørn-Lehn blev udnævnt til direktør for Den Kongelige Malerisamling (1870) og for Den Kongelige Kobberstiksamling (1874), ligesom han fik sæde i bestyrelsen for Det Nationalhistoriske Museum på Frederiksborg Slot (1887). Han skænkede de 2 førstnævnte samlinger virkelig interesse, og hans fortjeneste af dem bør anerkendes, om han end her havde en støtte i konservator C.C. Andersen og inspektør H.E. Bloch.

## Indtræden i politik
Rosenørn-Lehn, hvis liv hidtil væsentlig havde været viet administrative og kunstneriske interesser, betrådte i året 1864 den politiske løbebane, i det han i Maribo Amt valgtes til medlem af Rigsrådets Landsting. 2 år efter, da grundlovsrevisionen havde fundet sted, blev han medlem af Landstinget for den Lolland-Falsterske landstingskreds. Han spillede dog ikke nogen rolle som parlamentariker. Blandt de tillidshverv, der overdroges Rosenørn-Lehn, efter at han var blevet folkerepræsentant, skal fremhæves, at han valgtes til formand i repræsentantskabet for Creditkassen for Landejendomme i Østifterne.

## Udenrigsminister
En ny og betydningsfuld æra oprandt i Rosenørn-Lehns liv, da han 28. maj 1870 tiltrådte stillingen som udenrigsminister i det af grev Ludvig Holstein-Holsteinborg dannede kabinet. Det var først efter megen betænkning, at han overtog dette hverv, og det var C.C. Hall, for hvem han nærede højagtelse, særlig som personlighed, der havde den afgørende indflydelse på hans beslutning. Rosenørn-Lehn havde langtfra nogen udpræget interesse for politik og diplomati; men han var udrustet med et varmt fædrelandssind, med sund dømmekraft og streng pligttroskab. Hvad der i højeste grad lettede ham opgaven, var den omstændighed, at han ved sin side havde en direktør som Peter Vedel, hvis erfaring og dygtighed i enhver retning kom ham til gode. Kort efter at Rosenørn-Lehn var bleven udenrigsminister, blev den danske regering stillet på en hård prøve, i det Frankrig efter udbruddet af den Fransk-tyske krig tilbød den et forbund. Men heldigvis sejrede besindigheden, og Rosenørn-Lehn havde sin part i, at hint tilbud afvistes. Det smertede ham, at Preussen og Østrig ved den hemmelige traktat af 11. oktober 1878 enedes om udslettelsen af den 5. paragraf i Pragfreden. Men det stød, som derved tilføjedes det danske folk, ville hverken han eller nogen anden udenrigsminister have været i stand til at afværge. Den tid, hvori Rosenørn-Lehn stod i spidsen for Udenrigsministeriet, var dog ikke uden lyspunkter. I den henseende må den såkaldte butterfieldske sag fremhæves. Det drejede sig her om en 30-årig strid mellem Danmark og De Forenede Stater i Nordamerika angående en skadeserstatning, hvorpå disse sidste gjorde krav. 1890 endtes konflikten ved en voldgiftskendelse, ved hvilken Danmark frikendtes for enhver erstatningsforpligtelse. Rosenørn-Lehn var i 22 år Danmarks udenrigsminister, når undtages 4 måneder. Han trådte nemlig tilbage fra posten, da ministeriet Fonnesbech gik af i juni 1875; men han overtog igen 11. oktober samme år stillingen i ministeriet Estrup, da dettes udenrigsminister, grev Frederik Moltke, var død. Rosenørn-Lehn, der havde en tiltalende personlighed, repræsenterede stillingen med finhed og værdighed.

## Andre tillidshverv og interesser
Rosenørn-Lehn vedblev at få nye tillidshverv. Han udnævntes således til medlem af bestyrelsen af Den Raben-Levetzauske Fond (1878), ligesom han også fik sæde i bestyrelsen for Det Classenske Fideikommis (1879). Mangfoldige interesser lagde således beslag på hans tid; men han fandt dog lejlighed til at varetage dem; sin meget omfattende korrespondance besørgede han med flid og punktlighed. Han var nøjsom i sin levemåde. I de få stille timer, han havde til overs, yndede han at sysle med litteratur om videnskab og kunst.
Han udnævntes 1860 til kammerherre og fik Storkorset af Dannebrog 1874 efter at være blevet Ridder af Dannebrog 1864, Dannebrogsmand 1867, Kommandør af 2. grad 1870 og af 1. grad 1871. Ved kongeparrets guldbryllup 26. maj 1892 skulle han have været udnævnt til Ridder af Elefanten, men han døde 5 dage forinden. Hans bisættelse fandt sted fra Holmens Kirke, og nærværende ved hans båre var kejser Alexander 3. af Rusland, kong Christian 9. af Danmark og hellenernes konge Georg 1. Rosenørn-Lehn var ugift. Han er begravet på Tårs Kirkegård.

## Gengivelser
Han er portrætteret af P.S. Krøyer 1891 (Statens Museum for Kunst, skitse i Den Hirschsprungske Samling). Blyantskitse af samme (Statens Museum for Kunst). Maleri af Herman Siegumfeldt 1894 efter fotografi (forhen på Orebygård) og malet som barn af overhofmesterinde Ingeborg Christiane Rosenørn, f. Wormskiold. Portrætteret på gruppebillede af Ministeriet Fonnesbech 1877, og på xylografi 1878 og på xylografi 1888 efter Knud Gamborgs tegning, Statsraad i Christian IX.s Tid. Tegning af Henrik Olrik (Det Nationalhistoriske Museum), forarbejde til maleri af samme af statsråd 1878 (Christiansborg). Afbildet på litografi af statsrådet 1884.
Buste af Niels Høegh udstillet 1893. Fotografier